# 民主聯盟 (希臘)
民主联盟（希腊文： ΔημοκρατικήΣυμμαχία - ΔΗ.ΣΥ. - DISY）是一个希腊的自由主义政党，由多拉·芭戈雅妮等前新民主党成员在2010年成立。该党在2011年加入欧洲自由民主改革党。由于该党在2012年5月的议会选举中失利，未能获得席次，现已停止运作，重新融入新民主党。

## 选举结果
该党参加了2012年5月的希腊议会选举，但只得到了2.6%的支持率，未能进入国会。